# Contour Airlines
Contour Airlines ist eine Fluggesellschaft mit Sitz in Smyrna, Tennessee in den Vereinigten Staaten von Amerika.

## Geschichte
Contour Airlines wurde 2016 von der Muttergesellschaft Contour Aviation gegründet. Contour nahm den Flugbetrieb am 22. März 2016 auf und absolvierte ihren Erstflug von Nashville nach Tupelo, Mississippi. Die Flotte bestand im Jahr 2016 aus einer Bombardier CRJ200, 2017 kamen dann fünf British Aerospace Jetstream 41 hinzu. Seitdem hat Contour ihre Reiseziele im ganzen Land auf mehr als zwanzig ausgeweitet und konzentriert sich auf die Bereitstellung wichtiger Geschäfts- und Urlaubsmärkte, die zuvor mit Nonstop-Kurzstreckenflügen unterversorgt waren.
Im Juli 2017 flottete Contour ihre Saab 340 aus, stellte Ende des Jahres 2017 Contour ihre Flüge mit Jetstream 31/32-Flotte ein und konzentrierte sich ausschließlich auf ERJ-135/145-Flugzeuge.
Am 5. Februar 2020 kündigte Contour Airlines an, Indianapolis als Schwerpunkt hinzuzufügen und zusätzliche ERJ-135/145-Flugzeuge zu kaufen. Die Fluggesellschaft plante, Nashville, Pittsburgh und St. Louis ab dem 10. Juni 2020 von Indianapolis aus anzufliegen. Allerdings war der Dienst aufgrund der COVID-19-Pandemie auf unbestimmte Zeit eingestellt worden. Am 28. Juli 2021 kündigte Contour ihren Relaunch in Indianapolis an, der am 12. Oktober beginnen sollte und Flüge nach Milwaukee, Nashville und Pittsburgh durchführen. Allerdings ließ Contour Milwaukee und Pittsburgh weniger als drei Monate später stillschweigend fallen.
Seit dem Oktober 2002 fliegt Contour im Rahmen des Essential Air Service zwischen Altoona (AOO) in Pennsylvania und Philadelphia (PHL), der größten Stadt dieses Bundesstaates, sowie Fort Leonard Wood (TBN) und Cape Girardeau (CGI) in Missouri nach Nashville (BNA); und TBN nach Dallas/Fort Worth (DFW).
Am 20. April 2023 genehmigte das Verkehrsministerium das Angebot von Contour Airlines, Cape Air am Veterans Airport of Southern Illinois in Marion, Illinois, zu ersetzen. Contour wird den Flughafen ab dem 1. August 2023 mit dem O’Hare International Airport verbinden. Der Vertrag ist auf drei Jahre ausgelegt.
Am 2. Februar 2024 wurde bekannt gegeben, dass SkyWest Airlines 25 % der Anteile des Unternehmens übernommen hat.

## Flotte
Die Flotte besteht mit Stand Oktober 2023 aus 31 Flugzeugen mit einem Durchschnittsalter von 22,5 Jahren.
| Flugzeugtyp        | Anzahl | Bestellung | Sitzplätze          | Bemerkung    |
| ------------------ | ------ | ---------- | ------------------- | ------------ |
| Bombardier CRJ-100 | 01     |            | 5 VIP Configuration |              |
| Bombardier CRJ-200 | 07     |            | 4 VIP Configuration | eine inaktiv |
| Embraer ERJ-135    | 10     |            | 30                  |              |
| Embraer ERJ-140    | 09     |            | 30                  | drei inaktiv |
| Embraer ERJ-145    | 04     |            | 30                  | zwei inaktiv |
| Gesamt             | 31     |            |                     |              |

### Ehemalige Flugzeugtypen
- British Aerospace Jetstream 31/32
- British Aerospace Jetstream 41
- Saab 340